# Giovanna Boccalini-Barcellona

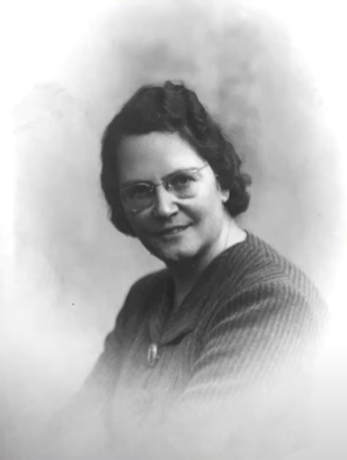
Giovanna Boccalini Barcellona, um 1940

Giovanna Cunegonda „Nina“ Boccalini-Barcellona (* 24. September 1901 in Lodi; † 24. Juni 1991 in Osnago) war eine italienische Lehrerin, Widerstandskämpferin, Gewerkschafterin, Politikerin und Frauenrechtlerin. Sie war Mitgründerin und Trainerin der ersten Frauenfußballmannschaft in Italien und gehörte zu den Gründungsmitgliedern der ersten Frauenwiderstandsgruppe der Resistenza.

## Leben

### Kindheit und Jugend
Giovanna Boccalini, in der Familie „Nina“ genannt, war das dritte von neun Kindern von Francesco Boccalini und Antonia Salvarini. Zwei ihrer Geschwister starben noch im Kindesalter. Ihr Vater war als Angestellter in der Verwaltung einer Käserei beschäftigt. Ihre aus ärmlichen Verhältnissen stammende Mutter hatte in einer Spinnerei gearbeitet und gehörte zu den Frauen in Lodi, die eine Vorreiterrolle in der Frauenarbeit im verarbeitenden Gewerbe spielten. Antonia Salvarini hatte bereits früh lernen müssen, für ihre Rechte zu kämpfen, und machte sich an ihrem Arbeitsplatz zur Sprecherin ihrer Arbeitskolleginnen, wenn es darum ging, zurückgehaltene Löhne einzufordern. Sie war streng gegenüber ihren Kindern. Zugleich opferte sie sich aber auf, um das Schulgeld aufzubringen, so dass alle ihre Kinder eine höhere Schule besuchen und abschließen konnten.
Neben ihrer Mutter wurde Giovanna Boccalini wesentlich von Ettore Archinti geprägt. Der Bildhauer und später erste sozialistische Bürgermeister von Lodi, der 1945 im KZ Flossenbürg umkam, wohnte im gleichen Haus. Archinti weckte in ihr das Interesse für Politik und machte sie zudem mit sozialistischen Ideen vertraut. Für sie war der Künstler wie ein „Fenster zur Welt“, wie sie später einmal zugab.
Boccalini besuchte nach der obligatorischen Grund- und Mittelschule zunächst die technische Oberschule. Im Oktober 1914 wechselte sie nach bestandener Aufnahmeprüfung auf die Mädchenoberschule. Nach der erfolgreichen Abschlussprüfung 1917 war sie berechtigt, an der Grundschule zu lehren.
Bereits 1915 war sie, noch keine 14 Jahre alt, zusammen mit zwei Geschwistern der Jugendorganisation des Allgemeinen Arbeitervereins für Gegenseitige Hilfe (italienisch Società Generale Operaia di Mutuo Soccorso) beigetreten. Ab 1918 begann sie sich im Ortsverein der Sozialistischen Partei zu engagieren. Ob sie im sogenannten Biennio rosso eine aktive Rolle bei der Mobilisierung der Landarbeiter in Lodi spielte, ist nicht eindeutig geklärt. Ihre enge Zusammenarbeit mit Archinti in dieser Zeit spielte eine entscheidende Rolle in ihrem weiteren politischen und gewerkschaftlichen Engagement. Zu Ende der 1910er Jahre trat sie erstmal bei einer Versammlung sozialistisch gesinnter Frauen als Rednerin auf. Im November 1919 entging sie im Theater Gaffurio in Lodi nur knapp einem der ersten faschistischen Gewaltanschläge in Italien, der drei Menschen das Leben kostete. Prägend für sie waren jene Ereignisse, mit denen es dem Faschismus in den nachfolgenden Jahren im Biennio nero gelang, in Lodi Fuß zu fassen.

### Zwischenkriegszeit in Mailand
1925 heiratete sie vor dem Standesamt Giuseppe Barcellona, einen gelernten Buchhalter, der beim Finanzamt in Lodi arbeitete. Der gebürtige Sizilianer sympathisierte ebenfalls mit den sozialistischen Ideen, wie aus einem Bericht der Carabinieri hervorgeht. Er hatte im Ersten Weltkrieg als Offizier mit dem italienischen Expeditionskorps unter General Alberico Albricci an der Westfront gedient und war in deutsche Kriegsgefangenschaft geraten, aus der er Anfang 1919 zurückkehrte. Giovanna Boccalini hatte er 1924 kennengelernt. Nach der Geburt ihres Sohnes Giacomo 1926 zog die Familie Boccalini nach Mailand. Wie in Lodi ging Giovanna Boccalini-Barcellona in der lombardischen Metropole weiter ihrem Beruf als Grundschullehrerin nach. 1929 wurde ihre Tochter Grazia geboren.
Am 30. April 1933 wurde ihr Mann wegen der angeblichen Verbreitung antifaschistischer Nachrichten über einen Piratensender von der faschistischen Staatspolizei verhaftet und am 29. Juli 1933 zu vier Jahren Verbannung auf die Tremiti-Inseln verurteilt. Das Urteil wurde im November 1934 in eine zweijährige Verwarnungsstrafe umgewandelt, mit der die Verbannung zwar aufgehoben wurde, die Freiheitsrechte aber eingeschränkt blieben. Giovanna Boccalini-Barcellona blieb unbehelligt. Sie hatte sich seit dem Umzug nach Mailand von jeglichen politischen Aktivitäten zurückgezogen und war nicht in das Blickfeld der Staatspolizei geraten.
In Mailand entdeckte die sportbegeisterte Giovanna Boccalini-Barcellona ihre Liebe zum Fußball. In der Vergangenheit war sie als Bergsteigerin aktiv gewesen und hatte unter anderem die Cimon della Pala bestiegen. Ihre Fußballleidenschaft teilte sie mit ihrem Mann, der Anhänger der Nerazzurri war und den Spieler Armando Castellazzi persönlich kannte. Während des Zwangsaufenthaltes ihres Mannes auf den Tremiti-Inseln besuchte sie mehrere Heimspiele von Ambrosiana Mailand in der Arena Civica. Castellazzi erkundigte sich mehrmals bei Giovanna Boccalini-Barcellona nach ihrem Mann und besuchte sie auch in ihrer Wohnung. Neben Giovanna sahen sich auch ihre jüngeren Schwestern Marta und Rosetta Boccalini die Spiele der Nerazzuri an.
Aus dieser Leidenschaft heraus entstand Anfang 1933 die erste Frauenfußballmannschaft Italiens, die „Frauenfußballgruppe“ (italienisch Gruppo Femminile Calcistico – GFC). Trainiert wurde die Mannschaft von Giovanna Boccalini-Barcellona. Sie fand zunächst die Zustimmung des CONI-Präsidenten und visionären faschistischen Sportfunktionärs Leandro Arpinati. Arpinati bezeichnete es als „Experiment“. Ein Experiment, mit dem einerseits die aktive Beteiligung von Frauen im Sport ganz im Sinne der faschistischen Propaganda gefördert werden, mit dem aber andererseits die unsichtbare Linie nicht überschritten werden sollte, nach der die „faschistische Frau“ vor allem eine „biologische Funktion“ als Ehefrau und Mutter zu erfüllen hatte. Für Boccalini-Barcellona stellte der in der Öffentlichkeit ausgetragene Sport dagegen eine Möglichkeit dar, sich von diesen Vorgaben zu emanzipieren. Nachdem die GFC im Frühjahr 1933 es gewagt hatte, Spiele vor Publikum auszutragen, wurde in der öffentlichen Meinung zunehmend Kritik laut. Die Presse startete eine diffamierende Kampagne, nach der Fußball kein Spiel für Frauen sei. Im Herbst 1933 beendete der Parteisekretär der faschistischen Partei (PNF) und Nachfolger Arpinatis als CONI-Präsident, Achille Starace, das zu öffentlich gewordene Experiment und unterband alle weiteren Spiele vor Publikum.

### Widerstand im Zweiten Weltkrieg
Sowohl die Geschehnisse um die GFC als auch die Verbannung ihres Mannes zeichneten sie wesentlich. Es war aber der Tod ihres Sohnes Giacomo, der einen wirklichen Einschnitt in ihrem Leben bedeutete. Der 17-jährige Popi, wie Giacomo genannt wurde, war Anfang Juni 1943 trotz einer Notoperation an den Folgen einer Bauchfellentzündung gestorben. Zu dem familiären Schicksalsschlag gesellte sich nach dem Sturz Mussolinis im Juli 1943 noch die deutsche Besetzung im September 1943. In Giovanna Boccalini-Barcellona reifte der Entschluss, sich wieder politisch zu betätigen. Fünf Monate nach dem Tod ihres Sohnes gehörte sie im November 1943 zusammen mit Ada Gobetti, Lina Merlin, Rina Picolato und Lina Fibbi zu den Gründungsmitgliedern der ersten Frauenwiderstandsgruppe der Gruppi di Difesa della Donna e per l’Assistenza ai Volontari della Libertà (GDD) in Italien. Im gleichen Jahr war sie auch in die Italienische Kommunistische Partei (PCI) eingetreten.
Die parteipolitisch heterogen zusammengesetzte Gruppe verband der gemeinsame Kampf gegen die Unterdrückung der Rechte der Frauen durch die Faschisten. Boccalini-Barcellona war als Chefredakteurin für die von der GDD herausgegebene Zeitschrift Noi Donne (Wir Frauen) verantwortlich. Im August 1944 wurde die GDD nach anfänglichem Zögern von dem von Männern dominierten Nationalen Befreiungskomitee für Oberitalien (Comitato di Liberazione Nazionale Alta Italia – CLNAI) als Teil des Widerstandes akzeptiert und anerkannt. Boccalini-Barcellona kam die Aufgabe zu, die GDD innerhalb des CLNAI zu vertreten. Damit errang sie eine Position, die ihr die Türen für ihre politische Karriere in der Nachkriegszeit öffnen sollte.

### Politische Karriere nach Kriegsende
Nach Kriegsende gehörte sie zunächst als Repräsentantin der GDD dem CLN der Lombardei an, ab Juni vertrat sie dort den Italienischen Frauenbund (Unione donne italiane – UDI). Als politische Kommissarin im CLN beschäftigte sich Boccalini-Barcellona mit Schul- und Sozialpolitik. Zu ihren ersten Aufgaben gehörte die Entfaschisierung des Schulapparates und die Verbesserung der Arbeitsbedingungen der Mondine, die als Saisonarbeiterinnen auf den Reisfeldern beim Entfernen von Unkraut praktisch keinen arbeitsrechtlichen Schutz genossen.
Im Oktober 1945 wurde sie erstmals in den Vorstand des UDI gewählt, dem sie bis 1959 angehörte. Im Italienischen Frauenbund setzte sie sich für die Emanzipation der Frauen ein, unabhängig von ihrer wirtschaftlichen, sozialen, kulturellen und politischen Herkunft. Zu den ersten Zielen des UDI gehörte es, die Kinderbetreuung von arbeitenden Müttern zu verbessern. Boccalini organisierte ab November 1945 die Verschickung von Mailänder Kindern auf das Land, da in der lombardischen Metropole nicht genügend Heizmaterial für den anstehenden Winter zur Verfügung stand. In ähnlicher Weise war sie 1946 bei der Kinderlandverschickung der vom Krieg zerstörten Stadt Cassino beteiligt.
Bei den ersten Nachkriegswahlen des Gemeinderates in Mailand wurde sie 1946 in Reihen der PCI in den Gemeinderat gewählt. Der Bürgermeister der Stadt, der Sozialist Antonio Greppi, berief sie zur Assessorin für Fürsorge und Wohlfahrt. Den Bereich Wohlfahrt gab sie 1947 ab, während sie das Amt für Fürsorge bis 1949 innehatte, als die Assessoren der PCI nach einer Koalitionskrise im Februar 1949 geschlossen zurücktraten. Bei den Gemeinderatswahlen 1951 konnte sie ihren Sitz verteidigen.
1949 wurde Boccalini-Barcellona von der PCI beauftragt, innerhalb des Gewerkschaftsbundes CGIL ein Institut für Fürsorge (INCA – Akronym für Istituto Nazionale Confederale di Assistenza) einzurichten, dessen Vize-Präsidentin sie wurde. In der Folge wurde sie auch zur Vizepräsidentin des staatlichen Sozialversicherungsträgers INPS ernannt, weshalb sie mit ihrer Familie von Mailand nach Rom zog. Als Vizepräsidentin des INPS war sie zwölf Jahre lang tätig. Von 1953 bis 1956 gehörte sie zudem dem Zentralkomitee der Italienischen Kommunistischen Partei an.

## Auszeichnungen und Ehrungen
- Goldmedaille für ihre Mitgliedschaft im CLN der Lombardei (1965)
- Goldene Mimose der Unione donne italiane (1965)

2021 benannte die Stadt Mailand eine Straße im Simplonpark nach ihr. Zu ihrem 122. Geburtstag wurde ihr 2023 ein Google Doodle gewidmet.